# Łukasz Diduszko
Łukasz Diduszko (ur. 8 kwietnia 1986 w Bytomiu) – polski koszykarz grający na pozycjach niskiego lub silnego skrzydłowego, obecnie zawodnik GKS-u Tychy. 
Jego młodszy brat Bartosz również jest koszykarzem.
Łukasz Diduszko rozpoczynał swoją karierę na Śląsku. W sezonie 2004/2005 był zawodnikiem Pogoni Ruda Śląska, rok później reprezentował barwy Mickiewicza Katowice z którym występował m.in. w I lidze. W latach 2005–2008 był zawodnikiem AZS AWF Katowice. W 2008, po wprowadzeniu do PLK przepisu o grze w II kwarcie młodzieżowca (zawodnika urodzonego po 1 stycznia 1986), Łukasz Diduszko przeniósł się do AZS Koszalin. Latem 2009 przedłużył o rok umowę koszalińskim klubem. 9 lutego 2010 Diduszko rozwiązał kontrakt z AZS-em i przeniósł się do Znicza Jarosław. W latach 2010–2012 występował w Kotwicy Kołobrzeg. Od 2012 do 2014 roku był zawodnikiem Śląska Wrocław, a następnie Startu Lublin.
W sierpniu 2015 podpisał umowę z Polpharmą Starogard Gdański. 18 czerwca 2017 został zawodnikiem Kinga Szczecin.
21 czerwca 2019 podpisał dwuletnią umowę z GTK Gliwice.

## Osiągnięcia
Indywidualne
- MVP miesiąca I ligi (listopad 2021)[8]

Reprezentacja
- Brązowy medalista mistrzostw Europy w koszykówce 3×3 (2021)

## Statystyki

### Statystyki podczas występów w PLK
- Sezon 2008/2009 (AZS Koszalin): 30 meczów (średnio 3,4 punktu oraz 2,9 zbiórki w ciągu 17,7 minuty)
- Sezon 2009/2010 (AZS Koszalin): 14 meczów (średnio 1 punkt oraz 1,4 zbiórki w ciągu 7,2 minuty)
- Sezon 2009/2010 (Znicz Jarosław): 10 meczów (średnio 6,3 punktu oraz 5,4 zbiórki w ciągu 26,4 minuty)
- Sezon 2010/2011 (Kotwica Kołobrzeg): 24 mecze (średnio 4 punkty oraz 4 zbiórki w ciągu 19,8 minuty)
- Sezon 2011/2012 (Kotwica Kołobrzeg): 38 meczów (średnio 5,4 punktu oraz 3,5 zbiórki w ciągu 21,4 minuty)

### Statystyki podczas występów w I lidze
- Sezon 2005/2006 (Mickiewicz Katowice): 33 mecze (średnio 5,9 punktu oraz 4,5 zbiórki w ciągu 22,5 minuty)

### Statystyki podczas występów w II lidze
- Sezon 2004/2005 (Pogoń Ruda Śląska): 28 meczów (średnio 15,3 punktu)
- Sezon 2005/2006 (AZS AWF Katowice): 16 meczów (średnio 11,8 punktu)
- Sezon 2006/2007 (AZS AWF Katowice): 25 meczów (średnio 10,8 punktu)
- Sezon 2007/2008 (AZS AWF Katowice): 26 meczów (średnio 13 punktów)